# Sokota
Izraz sòkóta v geometriji označuje kota, ki sta v sosednji legi in skupaj sestavljata iztegnjeni kot (180°). 
Podoben pomen ima izraz: súplementarna kóta – to sta kota, ki imata vsoto 180°. 
Po navadi pri izrazu sokota štejemo za pomembno tudi lego (kota morata biti sosednja), pri suplementarnih kotih pa lega ni pomembna.